# Langemeer (Groningen)
Het Langemeer was een veenmeertje of meerstal ten oosten van Boven Pekela in de Nederlandse provincie Groningen. Het was bijna 5 hectare groot. Rond 1900 waren er geen sporen meer van te vinden.